# Enough Thunder
Enough Thunder je čtvrté EP anglického hudebníka Jamese Blakea. Vydala jej v říjnu roku 2011 hudební vydavatelství A&M Records a Polydor Records a většinu nástrojů obstaral sám Blake, který je rovněž společně s Justinem Vernonem a Miti Adhikarim (po jedné skladbě) producentem alba. Na písni „Fall Creek Boys Choir“ Blake spolupracoval se skupinou Bon Iver; vedle pěti autorských písní se zde nachází coververze písně „A Case of You“ od Joni Mitchell.

## Seznam skladeb
| Pořadí | Název                 | Autor                | Délka |
| ------ | --------------------- | -------------------- | ----- |
| 1.     | Once We All Agree     | James Blake          | 4:23  |
| 2.     | We Might Feel Unsound | Blake                | 4:00  |
| 3.     | Fall Creek Boys Choir | Blake, Justin Vernon | 4:33  |
| 4.     | A Case of You         | Joni Mitchell        | 2:57  |
| 5.     | Not Long Now          | Blake                | 5:23  |
| 6.     | Enough Thunder        | Blake                | 4:15  |